# Ерофеева, Тамара Анатольевна
Тамара Анатольевна Ерофеева (укр. Тамара Анатоліївна Єрофеєва; род. 4 марта 1982 в Киеве, УССР, СССР) — украинская спортсменка, представляла художественную гимнастику в индивидуальном первенстве.

## Биография
Тамара начала заниматься художественной гимнастикой с 6 лет. Тренировалась в Киеве, в школе Дерюгиных (школа художественной гимнастики Альбины и Ирины Дерюгиных). В 2001, когда ей было 19 лет, она стала лидером сборной Украины. В период с 1996-2004 Тамара стала четырехкратной чемпионкой мира, четырехкратной обладательницей Кубка мира, семикратным серебряным призёром чемпионата Европы, абсолютной победительницей Всемирной Универсиады и заняла 6 место на Олимпиаде 2000 в абсолютном первенстве.
Закончила спортивную карьеру в 2004. Работала в Cirque du Soleil (Cirque du Soleil, Канада). По окончании в 2007 году контракта стала работать в Лас-Вегасе в «V (The Ultimate Variety Show)» и в мюзикле "VEGAS! The-Show"
Вышла замуж за Стояна Мечкарова в Лас-Вегасе. 9 октября 2010 года у них родился сын Александр.

## Спортивные результаты
- 1997	Чемпионат мира, Берлин	3-е место — команда.
- 1998	Чемпионат мира, Севилья	4-е место — многоборье (группа).
- 1999	Чемпионат Европы, Будапешт 5-е место — скакалка .
- 1999	Чемпионат мира, Осака	3-е место — мяч, команда; 4-е место — обруч, лента; 7-е место — индивидуальное многоборье ; 10-е место — многоборье (группа).
- 2000	Финал Кубка мира, Глазго	4-е место — обруч, скакалка; 6-е место — мяч; 8-е место — лента.
- 2000	Чемпионат Европы, Сарагоса	2-е место — скакалка; 5-е место — индивидуальное многоборье; 6-е место — мяч; 8-е место — обруч.
- 2000 Олимпийские игры, Сидней	6-е место — индивидуальное многоборье.
- 2001	Чемпионат Европы, Женева 3-е место — булавы, обруч; 5-е место — мяч; 7-е место — скакалка.
- 2001	Чемпионат мира, Мадрид	1-е место — индивидуальное многоборье,	скакалка, команда; 3-е место — мяч, булавы, обруч. ( медали не завоёваны, а переданы от России).
- 2002	Чемпионат Европы, Гранада 2-е место - индивидуальное многоборье.
- 2002	Чемпионат мира, Новый Орлеан	6-е место — многоборье (группа).
- 2002	Финал Кубка мира, Штутгарт 3-е место — мяч, булавы, обруч; 6-е место — скакалка.
- 2003	Чемпионат мира, Будапешт	2-е место — команда; 4-е место — мяч; 14-е место — индивидуальное многоборье.
- 2003	Чемпионат Европы, Риза	2-е место — булавы; 3-е место — обруч, лента; 6-е место — мяч.

## Награды
- Орден "За заслуги" III степени - За достижение высоких спортивных результатов на XXI Всемирной летней Универсиаде, заслуги в повышении международного авторитета Украины (УКАЗ  ПРЕЗИДЕНТА УКРАЇНИ от 30 января  2002 года № 87/2002 «Про відзначення державними нагородами України учасників збірної команди України XXI Всесвітньої літньої Універсіади»)